# 芦谷有香
芦谷 有香（あしや ゆか）は、兵庫県出身の競馬ジャーナリスト。モデルから園田競馬場、姫路競馬場の競馬中継のアシスタント、阪神競馬場、京都競馬場のターフサウンドステーションDJを経てグリーンチャンネルのキャスターを務めた。

## 現在担当の番組
なし

## 過去担当していた番組
- 園田・姫路競馬中継(水曜日、1996年まで担当)
- 明日のレース分析（土曜日、2005年12月まで担当）
- 中央競馬中継WEST(日曜日、2007年12月まで担当)
- サンTV　ゴルフ・パラダイス
- 読売TV「ぴたっ!!　朝テン」
- 豊中CATV　豊中市広報番組

## 主な著書
- 栗東厩舎探訪記1 ISBN 4921140022
- 栗東厩舎探訪記2 ISBN 4921140049
- 栗東厩舎探訪記3 ISBN 492114012X
- あの馬の素顔 ISBN 494777021X

## 主な連載
- 旅の空からたてがみなびかせ（毎日新聞水曜夕刊・東京本社・大阪本社発行版）
- 週刊競馬ブック（海外エッセイ「ESSENCE」）
- 週刊競馬ブック（オーナーサロン・騎手インタビュー他）
- たてがみなびかせ（毎日新聞土曜夕刊・大阪本社発行版）
- 競馬道オンライン「3連複ドリーム」
- 大井競馬レーシングプログラム「おしゃべりパドック」
- 月刊SAVVY「女がはまる競馬のすすめ」
- スポーツニッポン「女の予感」
- スポーツニッポン「芦谷有香のトレーナーまるかじり」
- 大阪新聞「女は度胸　男は愛きょう」「Vivaケイバ」

## その他
- カジュアルブランドカバルッチオをプロデュース